# Conroys Dam
Conroys Dam ist ein Stausee zur Trinkwassergewinnung in der Region Otago auf der Südinsel von Neuseeland.

## Geographie
Der Stausee, der sich über eine Länge von rund 820 m in Südwest-Nordost-Richtung und eine maximale Breite von rund 300 m erstreckt, befindet sich rund 6,4 km südwestlich von Alexandra. Der längliche See liegt auf einer Höhe von 276 m und besitzt eine Flächenausdehnung von rund 15 Hektar.
Gespeist wird der Conroys Dam hauptsächlich von dem von Südwesten kommenden Conroys Creek, der den Stausee auch nach Nordosten hin zum Clutha River/Mata-Au entwässert.

## Staumauer
Die Staumauer, die als eine Bogenstaumauer mit einem Radius von 33 m ausgeführt wurde, besitzt eine Höhe von 24,4 m und eine Kronenlänge von 61 m. Das Bauwerk, das eine Wassermenge von 930.000 m³ aufstaut, wurde im Jahr 1935 fertig gestellt.